# Ormtjernkampen nationalpark
Ormtjernkampen nationalpark är en tidigare norsk nationalpark som inrättades den 14 juni 1968 i ett typiskt östnorskt skogslandskap i Gausdals kommun i Oppland. Området ligger syd och sydväst om Dokkvatnet och nord och nordväst om Ormtjørnet och omfattar själva toppen Ormtjernkampen (1 128 m ö.h.) och två toppar väster om denna. Sedan 2011 ingår den tidigare nationalparken i den nya, större Langsua nationalpark.

## Landskapet
Ormtjernkampen stiger brant upp från Dokkvatnet och det är i den branta och steniga terrängen den mest karaktäristiska urskogen finns. Barrskogen, idag i praktiken gran, dominerar i de lägst liggande delarna av nationalparken. På högre höjd finns ett bälte med björk som efterhand övergår i kalfjäll.

## Flora och fauna

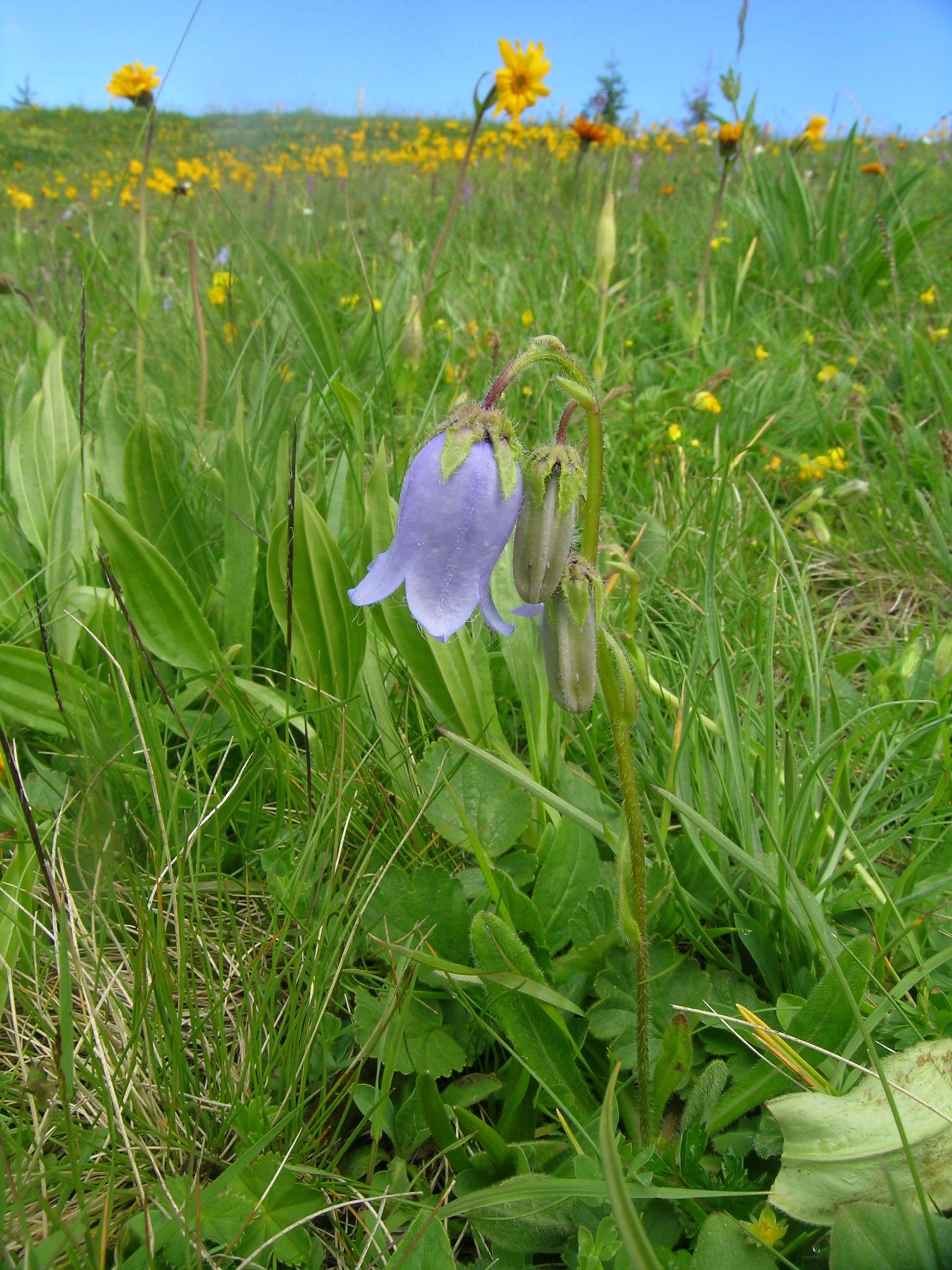
Skäggklocka

Nationalparken har goda förutsättningar för flera typer av växter. Blandningen av levande och döda träd i urskogsområdet, ett alpint klimat med kyliga somrar och kalla vintrar samt måttlig årsnederbörd ger hög luftfuktighet. Detta gör att mossa, lav och svamp växer bra på marken och på träden. Växt- och djurlivet är typiskt för tät östnorsk barrskog. En av få kända förekomster av skäggklockan, en släkting till blåklockan, finns här.

## Utvidgning
2005 började man utreda en utvidgning av nationalparken till att även omfatta ett 1 365 km² stort fjällområde mellan Gausdal och Øystre Slidre i Etnedal, Nordre Land, Nord-Fron, Sør-Fron, Nord-Aurdal, Øystre Slidre och Gausdal kommuner . Det slutade dock med att man nöjde sig med att upprätta den nya Langsua nationalpark, ett 537 km² stort område i vilket Ormtjernkampens tidigare område kom att ingå.